# 圣经学校

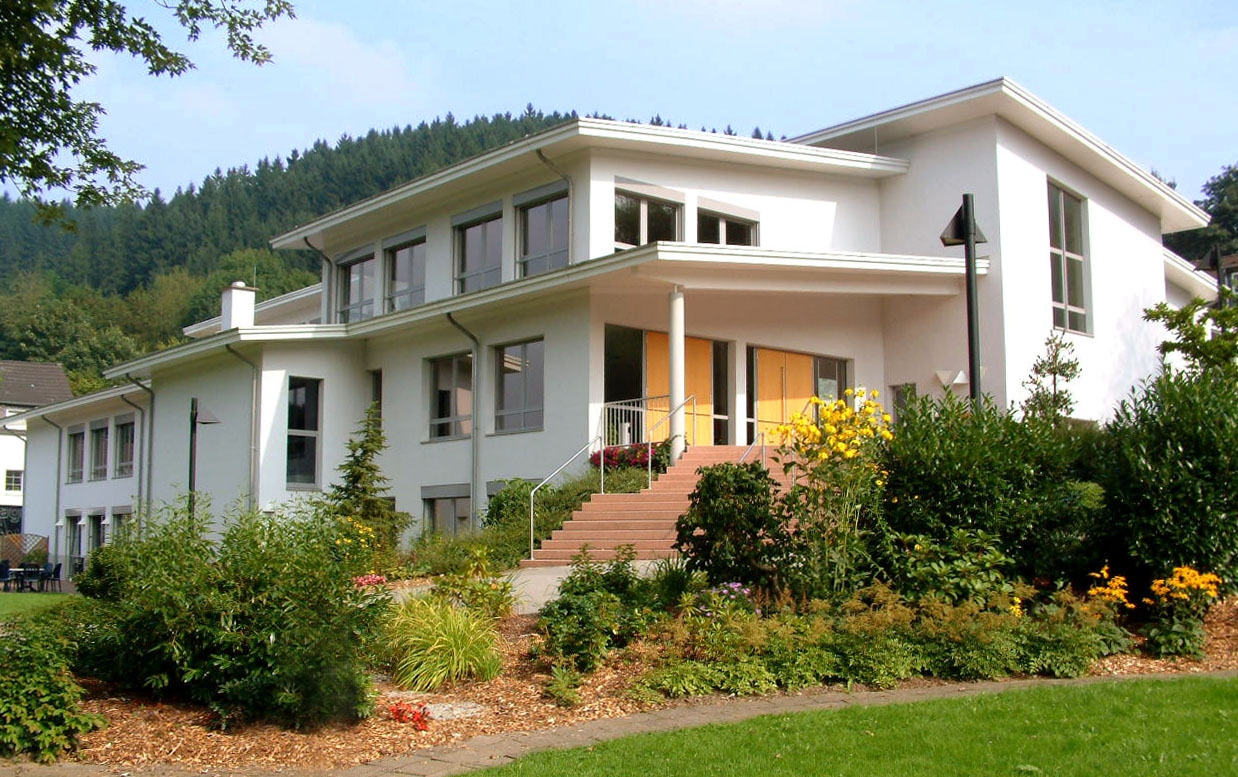
Wiedenest公會所

圣经学校，有时称为圣经学院、聖經大學（英語：Bible college），是基督新教高等教育机构類型之一，为基督教事工做好准备，为基督徒提供神学教育、圣经学习及实用的事奉训练。圣经大学主要提供大学学位，但他们也可以提供研究生学位，以及在基督教形成专业领域的副学士学位、证书或文凭，在那里不需要研究生学位。
圣经学校遍布世界各地，但主要在北美。南太圣经学院协会指出，全世界超过一半的新教传教士是圣经大学的毕业生。北美有1200多所高等专科圣经学校，圣经高等教育协会指出，圣经学校产生了大量的福音传教士，并成为教会领导的主要培训中心。本地。 1997年，在美国和加拿大有400所圣经学校，代表31,000名学生。根据theology-degrees.com网站，2012年在美国有300多所圣经学院。在北美有大约200个圣经高等教育协会。芝加哥穆迪圣经研究所是最早成立的圣经机构之一。

## 引用
1. ↑  . European Evangelical Accrediting Association.   [2016-05-06]. （原始内容存档于2016-04-22）.
2. ↑  . South Pacific Association of Evangelical Colleges.   [2016-05-06]. （原始内容存档于2016-04-25）.